# Pekka Vehkonen
Pekka Vehkonen (Helsinki, 27 maggio 1964) è un pilota motociclistico finlandese ritiratosi dall'attività agonistica.

## Carriera
Figlio e nipote d'arte (suo padre è Ismo Vehkonen, suo nonno è Kalevi Vehkonen) vinse nel 1982 e 1983 il campionato nazionale finlandese di motocross categoria 125cc in sella ad una Yamaha. Approdato, sempre  nel 1982, al campionato mondiale, vinse nel 1985 il campionato F.I.M. sempre nella classe 125 su Cagiva.
Passato alla classe 250 del campionato mondiale, si piazzò al secondo posto per quattro anni consecutivi dal 1987 al 1990. Nello stesso periodo ha conquistato tre titoli nazionali finlandesi guidando tre motociclette differenti. Si ritirò dalle competizioni nel 1993.